# Walckenaeria caobangensis
Walckenaeria caobangensis este o specie de păianjeni din genul Walckenaeria, familia Linyphiidae, descrisă de Tu și Li în anul 2004.
Este endemică în Vietnam. Conform Catalogue of Life specia Walckenaeria caobangensis nu are subspecii cunoscute.